# Wasserschloss (Hydrologie)
Als Wasserschloss (manchmal auch Wasserturm) wird in der Hydrologie umgangssprachlich ein Gebiet, in der Regel Gebirge, bezeichnet, das kontinuierlich Wasser an andere, trockenere Gebiete abgibt. Der Begriff hat dabei keinen wissenschaftlichen Charakter, sondern dient der Veranschaulichung der Speicher- und Versorgungsfähigkeit eines Gebietes. Analog dazu werden in der englischen Sprache Water tower und in der französischen Sprache Château d’eau (Wasserturm bzw. -schloss) verwendet.

## Physikalischer Hintergrund
Wenn Luft an Berghängen aufsteigt, kühlt diese dabei auf Grund des niedrigeren Luftdrucks ab (Trockenadiabatisch 1 °C/100 m, Feuchtadiabatisch 0,5 °C/100 m). Wird dabei der Taupunkt erreicht (Feuchtadiabatisch), kommt es zu Steigungsniederschlag. Daher regnet es in Bergregionen meist mehr als im umliegenden Flachland und viele Flüsse entspringen Gebirgszügen. Wenn sich auf Grund der Höhe gefrorenes Wasser in Form von Gletschern oder Schnee sammelt, entsteht dadurch ein Puffer, der das Wasser zeitverzögert an das Umland abgibt.

## Beispiele

### Europa
Am gängigsten ist die Verwendung des Begriffes in Bezug auf die Alpen, bzw. auf die Schweiz als «Wasserschloss Europas», dies aufgrund der Topographie der Alpen und der dort aufeinandertreffenden Einflüsse des atlantischen Seeklimas, des Kontinentalklimas und des Mittelmeerklimas. Der Rhein, die Rhone sowie bedeutende Zuflüsse des Po entspringen im Gotthardmassiv. In dessen Nähe befindet sich auch der Aletschgletscher, der größte und längste Gletscher der Alpen.
Insbesondere wird das Gebiet im Dreieck von Brugg, Windisch, Gebenstorf, Turgi, Stilli und Untersiggenthal am südlichen Rand des Jura als das Wasserschloss der Schweiz bezeichnet, wo sich die drei aus den Alpen kommenden Flüsse Aare, Reuss und Limmat beim Gebenstorfer Ortsteil Vogelsang vereinigen. Hier wurde der Begriff «Wasserschloss» zum Schutz des Gebiets in den 70er-Jahren etabliert.

### Asien
Der Himalaya wird als «Wasserschloss Asiens» bezeichnet. Hier liegen die Hauptquellen der Flüsse Indus, Satlej (Satluj), Brahmaputra, Ganges, Yamuna und Ghaghara. Des Weiteren beziehen die Flüsse Irrawaddy, Saluen, Mekong, Jangtsekiang, Yarkant und im weiteren Sinne der Huang He einen relevanten Teil ihres Wassers aus dem Himalaya. Sie dienen der Wasserversorgung von über 1,3 Milliarden Menschen.

### Afrika
Äthiopien bildet das Wasserschloss von acht großen Flüssen. Im Abessinischen Hochland entspringen zum Beispiel die Quellflüsse des Blauen Nil. Von dort kommen über 86 % des Wassers des Nils an der Mündung.
Insgesamt werden in Afrika elf Gebiete vom Umweltprogramm der Vereinten Nationen als Wasserturm bezeichnet:
| Gebiet                                     | Land                                |
| ------------------------------------------ | ----------------------------------- |
| Mittlerer Atlas                            | Marokko                             |
| Fouta Djallon                              | Guinea                              |
| Jos-Plateau                                | Nigeria                             |
| Abessinisches Hochland                     | Äthiopien                           |
| Kenianisches Hochland (Mount-Kenya-Massiv) | Kenia                               |
| Albertine Rift (Ruwenzori-Gebirge)         | Uganda/Demokratische Republik Kongo |
| Hochland von Bié                           | Angola                              |
| Lufilian-Bogen                             | Demokratische Republik Kongo/Sambia |
| Südliches Hochland                         | Tansania                            |
| Lesotho Hochland (Drakensberge)            | Südafrika/Lesotho                   |
| Zentrales Hoch-Plateau                     | Madagaskar                          |